# Ca' Barbaro
Le ca' Barbaro ou palazzo Barbaro est un ensemble de deux palais situés à Venise donnant sur le Grand Canal, dans le quartier de San Marco, contre le palazzo Cavalli-Franchetti et non loin du pont de l'Académie. Le palais de gauche est l'un des palais gothiques vénitiens les moins altérés de la ville.

## Histoire
Le premier des deux palais (à gauche), appelé aujourd'hui palais Barbaro-Curtis, est construit en style gothique vénitien en 1425 par le maître d'œuvre Bartolomeo Bon le Jeune (dit Pietro Bon). Il appartient d'abord à Piero Spera, puis à d'autres propriétaires, avant d'être acquis par Zaccaria Barbaro, procurateur de Saint-Marc en 1465. L'édifice de droite, construit par Antonio Gaspari en 1694, est appelé simplement palais Barbaro. Il abrite une magnifique salle de bal soigneusement préservée au décor de stucs baroques avec des fresques de Ricci (L'Enlèvement des Sabines) et de Piazzetta.

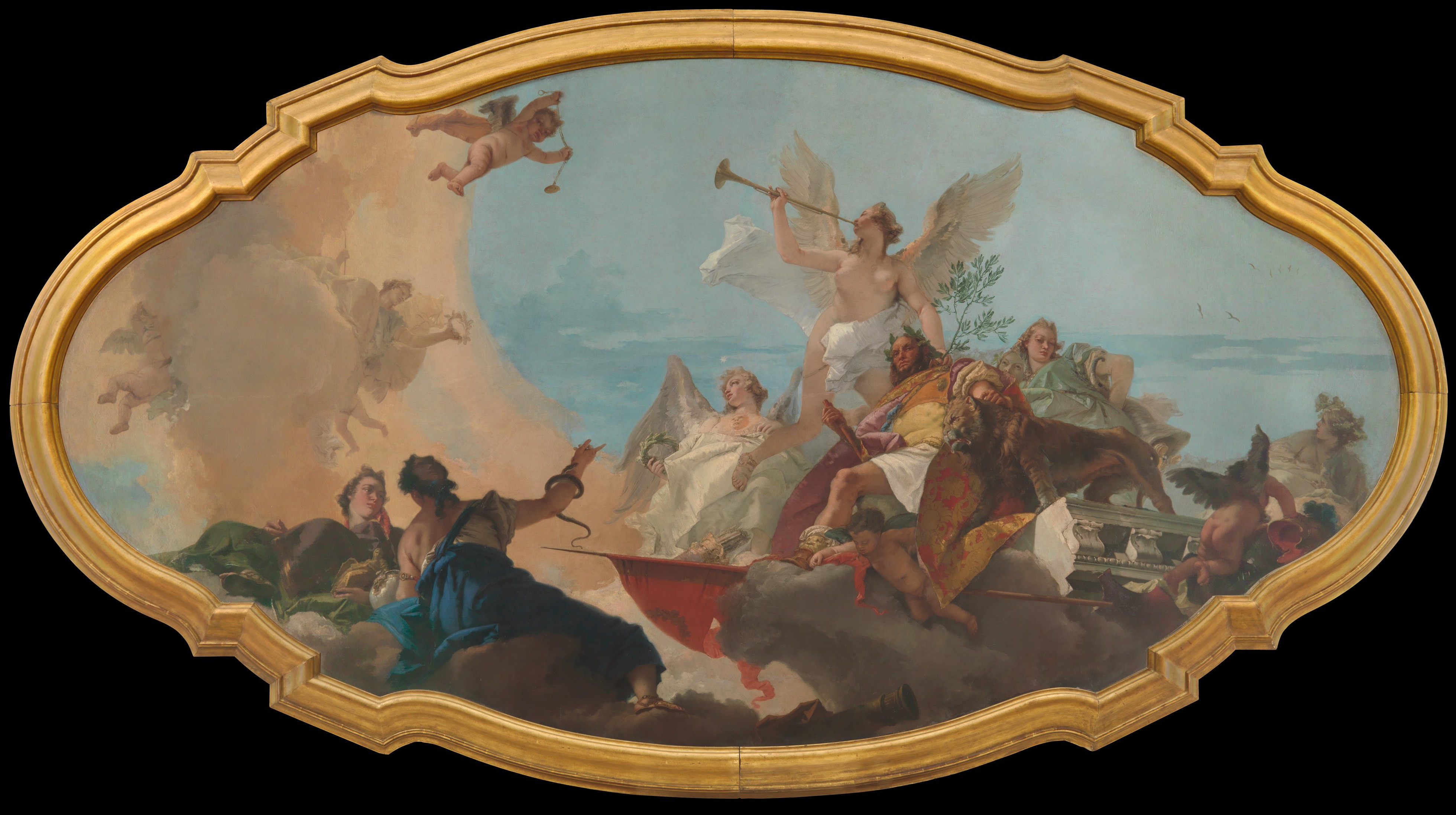
Glorification de la famille Barbaro
v. 1750, Giambattista Tiepolo
Metropolitan Museum of Art, New York

Les fresques de Tiepolo des autres salles du palais ont malheureusement disparu au XIXe siècle. 
En 1797, l'ensemble des palais appartient au sénateur Zuanne Barbaro. Lorsque la famille Barbaro s'éteint au milieu du XIXe siècle, les deux palais sont vendus à différents spéculateurs qui vendent aux enchères le mobilier et les éléments du décor intérieur. Ainsi la fresque de plafond (qui se trouvait dans la bibliothèque), chef-d'œuvre de Tiepolo réalisée vers 1750 et intitulé La Glorification de la famille Barbaro, appartient aujourd'hui au Metropolitan Museum of Art de New York. 

### AuXIXesiècle

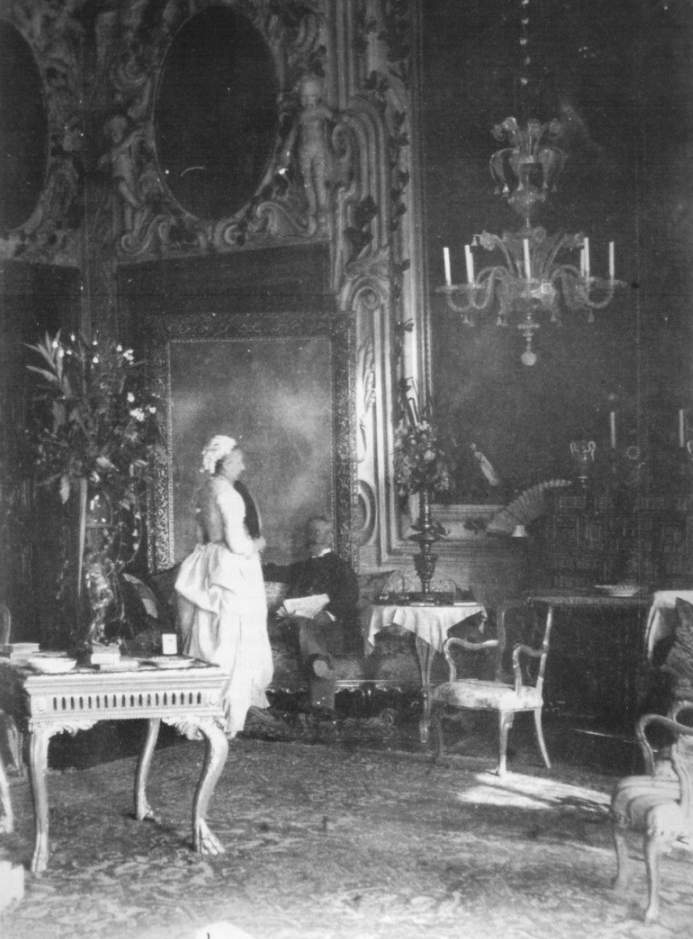
Daniel et Ariana Curtis dans le grand salon du palais Barbaro-Curtis, vers 1888.

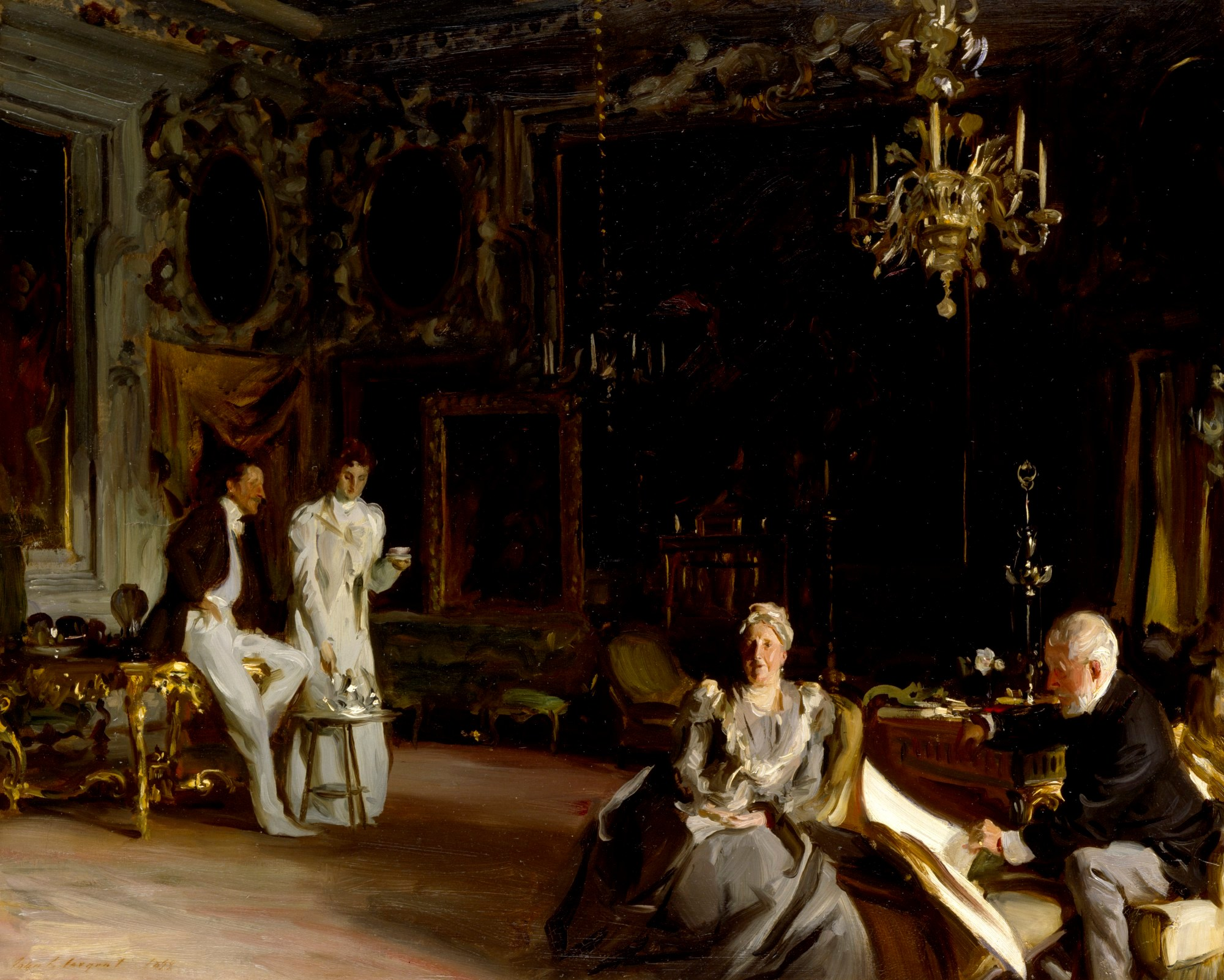
Un intérieur vénitien
Famille Curtis dans
le palazzo Barbaro
John Singer Sargent, 1899
Londres, Royal Academy

Le palais de gauche est loué en 1881, puis acheté en 1885 par un riche Américain de  Boston, Daniel Curtis (père du peintre Ralph Wormeley Curtis), dont les descendants sont toujours propriétaires au début du XXIe siècle.
Le peintre américain John Singer Sargent passa l'été 1899 en tant qu'invité de Daniel et Ariana Curtis au Palazzo Barbaro. Les Curtis aimaient recevoir des artistes et des écrivains, comme Henry James qui utilisa le Palazzo comme décor pour son roman Les Ailes de la Colombe (1902). Sargent représente le couple, leur fils Ralph et sa femme Lisa dans le grand salon du Palazzo. Sargent a initialement conçu ce tableau comme un cadeau pour Mme Curtis (qu'il surnommait «la Dogaressa») mais elle l'a refusé car elle pensait que cela la faisait paraître trop vieille et parce qu'elle pensait que son fils n'était pas représenté avec le décorum approprié.

### Restauration auXXIesiècle
La façade a été entièrement restaurée entre l'an 2000 et 2001. À la fin du XIXe et au début du XXe siècle, les Curtis y recevaient l'élite cultivée anglophone de l'époque, comme John Singer Sargent, Whistler, Henry James (qui y a écrit Les Papiers d'Aspern publiés en 1888), Robert Browning, Edith Wharton, etc. et aussi le Français Claude Monet. En 1898, John Singer Sargent y a peint An Interior in Venice, représentant la famille Curtis.

Photos par Paolo Monti, 1969
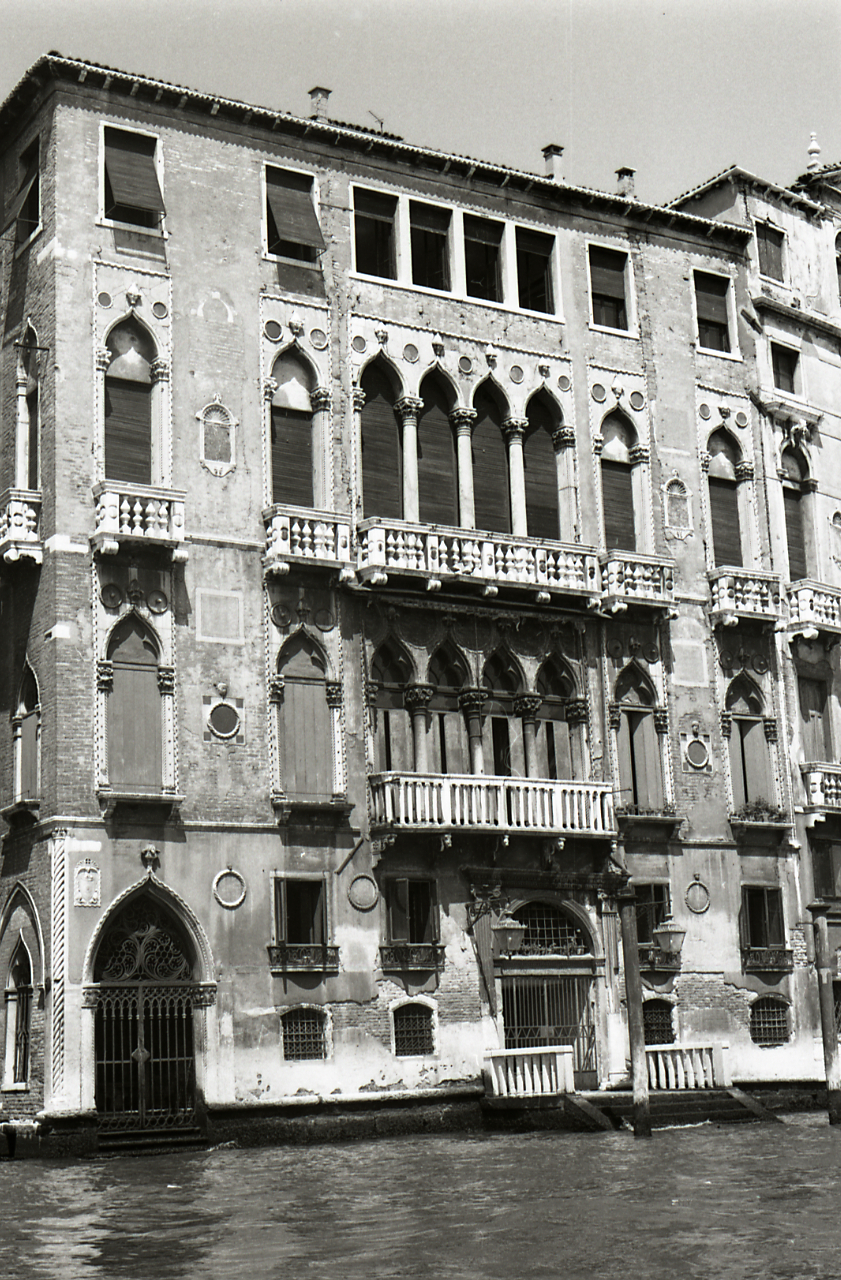
Façade du Palais Barbaro Curtis
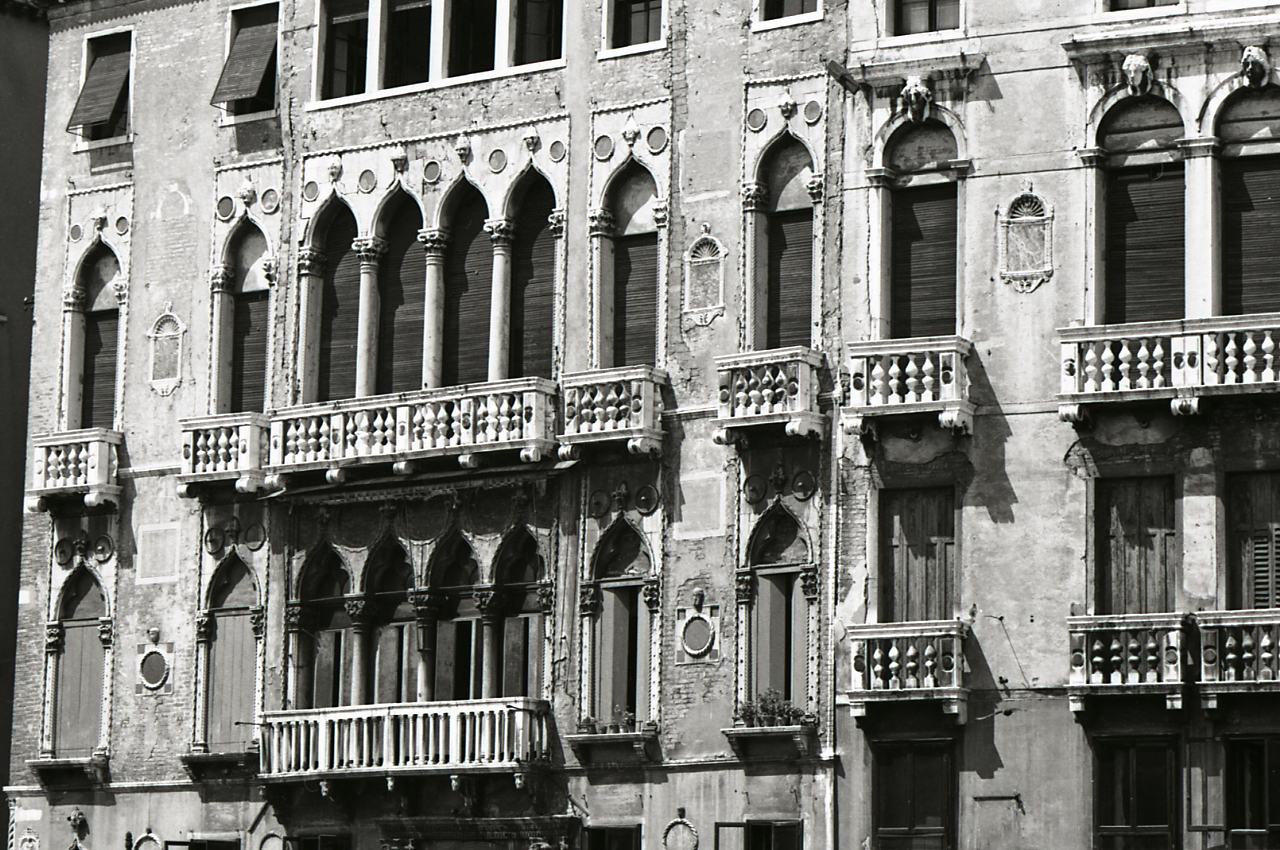
Palais Barbaro a San Vidal, detaille de la façade